# Pulli (Kambja)
Pulli es una localidad del municipio de Kambja, en el condado de Tartu, Estonia, con una población censada a final del año 2011 de 49 habitantes. 
Se encuentra ubicada en el centro-sur del condado, entre el lago Võrtsjärv y el lago Peipus, al sur del río Emajõgi y al norte de la frontera con el condado de Põlva.